# Роше, Данни
Даниэль (Данни) Роше (англ. Danielle (Danni) Roche; род. 25 мая 1970, Мельбурн) — австралийская хоккеистка на траве, полевой игрок, спортивный функционер. Олимпийская чемпионка 1996 года.

## Биография
Данни Роше родилась 25 мая 1970 года в австралийском городе Мельбурн.
Играла в хоккей на траве за «Мельбурн Крикет Клаб». Была стипендиатом Австралийского института спорта.
В 1989 году дебютировала в женской сборной Австралии, сыграв в серии матчей против Новой Зеландии.
В 1996 году вошла в состав женской сборной Австралии по хоккею на траве на летних Олимпийских играх в Атланте и завоевала золотую медаль. Играла в поле, провела 8 матчей, забила 3 мяча (по одному в ворота сборных Аргентины, Германии и Нидерландов).
26 января 1997 года была награждена медалью ордена Австралии. В том же году завершила выступления из-за травмы колена.
В течение карьеры провела за женскую сборную Австралии 50 матчей.
В 2000 году была награждена Австралийской спортивной медалью.
Работала на финансовых и коммерческих должностях в австралийской телекоммуникационной компании Telstra, руководила UBS Wealth Management. Была директором частной фирмы, которая занимается борьбой с мошенничеством и финансовыми рисками. Имеет степень магистра делового администрирования.
В 2004—2012 годах была директором Федерации хоккея на траве Австралии. Занимала пост вице-президента Федерации хоккея на траве Океании. Была комиссаром Австралийской спортивной комиссии. В 2017 году баллотировалась на пост президента Олимпийского комитета Австралии.

## Семья
Отец — Кен Роше (род. 1941), австралийский легкоатлет. Участник летних Олимпийских игр 1964 года.